# Sara Ahmed
Sara Ahmed (født 30. august 1969). er en britisk-australsk forfatter og akademiker indenfor bl.a. feminisme, queer-teori, kritisk raceteori og postkolonialisme. Hun er tidligere professor ved Goldsmiths, University of London indenfor race og kulturelle studier.

## Liv og karriere
Sara Ahmed blev født i Salford, England. Hendes far er fra Pakistan, og hendes moder er fra England, men familien emigrerede til Adelaide, Australien i starten af 1970'erne.  I dag bor Sara Ahmed i Cambridgeshire, England med sin partner Sarah Franklin.
Ahmed studerede på Adelaide Universitet, hvorefter hun færdiggjorde sin ph.d. ved Center for kritisk og kulturel teori, Cardiff Universitet.
Ahmed var tilknyttet Institut for kvinde studier ved Lancaster universitet fra 1994 til 2004. Fra 2004 var hun tilknyttet Goldsmiths, London universitet, hvor hun fra 2005 var professor i race- og kulturstudier. I 2016 forlod Ahmed sin stilling i protest mod universitets behandling af sager om seksuelle krænkelser. Ahmed skriver fortsat på bloggen feminist killjoys, som hun startede samtidigt med at hun skrev bogen Living a Feminist Life (2017).